# فريديريك ويبر
فريديريك ويبر (بالفرنسية: Frédéric Albert Constantin Weber )‏ (و. 1830 – 1903 م) هو عالم نبات، وضابط، وعسكري، من فرنسا، ولد في ولفيشيم، توفي في باريس، عن عمر يناهز 73 عاماً.

## جوائز
حصل على جوائز منها:
- قائد وسام جوقة الشرف.